# Glasgow Boys

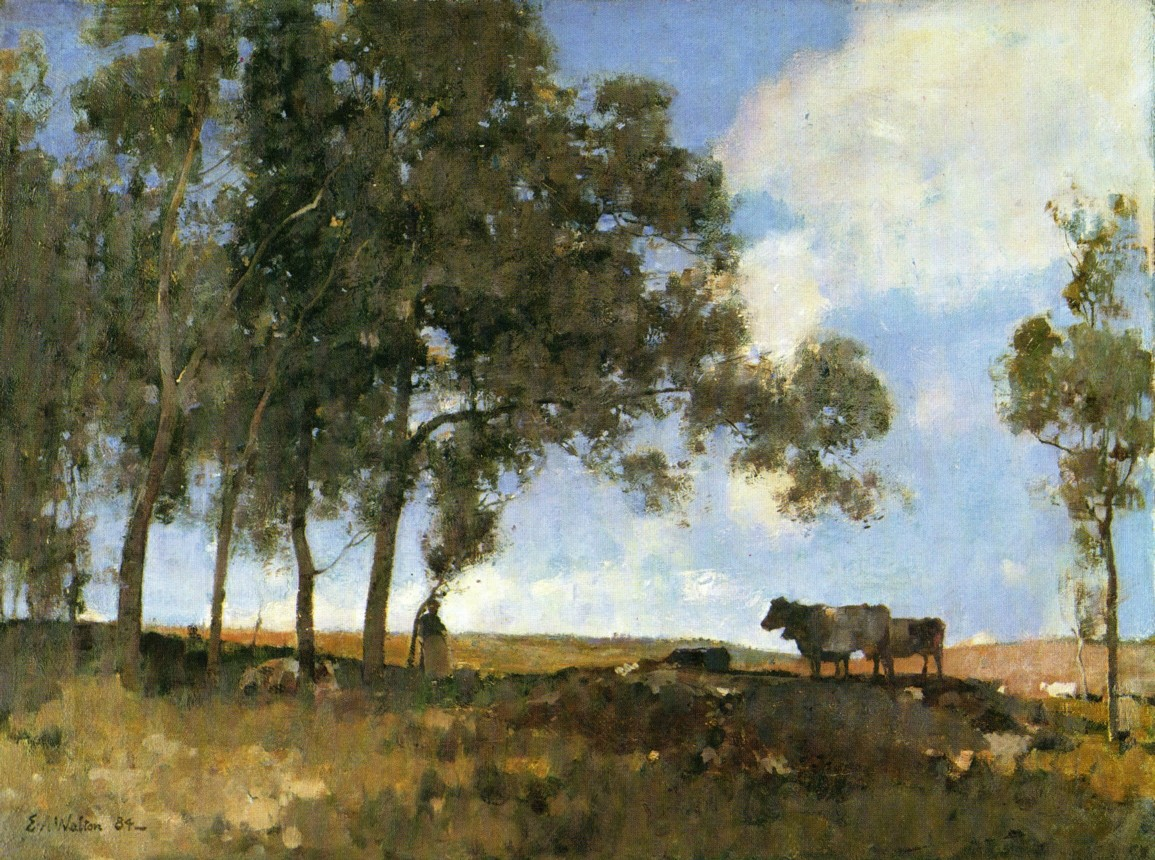
Autumn Sunshine, Edward Arthur Walton, 1883, Hunterian Museum and Art Gallery, Université de Glasgow, Écosse.

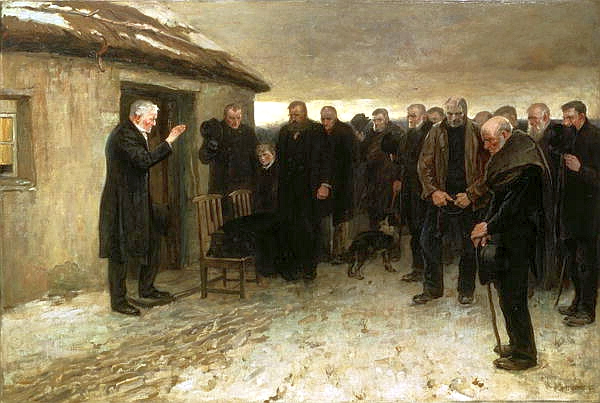
A Highland Funeral (Un enterrement des Highlands), James Guthrie, 1882, Kelvingrove Art Gallery and Museum, Glasgow, Écosse.

Les « Glasgow Boys » sont un groupe de peintres écossais originaires de la ville de Glasgow et actif entre 1887 et 1895. Au rang des membres du groupe figuraient, entre autres, William York Macgregor, James Guthrie, John Lavery, George Henry et Edward A. Walton. Les Glasgow Boys appartiennent au cadre, plus large, de la Glasgow School. Proche du naturalisme, leur style se plaçait en opposition avec l'académisme alors en vogue. Ils connurent le succès à travers des toiles exposées au Salon de Paris à la fin des années 1880, puis grâce à des expositions dans les grandes villes d'Europe et des États-Unis. Ils tombèrent progressivement dans l'oubli après la Première Guerre mondiale puis furent redécouverts dans les années 1960 avec une exposition majeure à la galerie d'art de Glasgow en 1968.

## Contexte
Les Glasgow Boys appartiennent à l'école de Glasgow, qui est un cercle de plasticiens, d'architectes et de décorateurs qui a vu le jour en Écosse, à Glasgow, et qui se constitua en trois groupes : les Glasgow Boys, les Glasgow Girls et The Four (ou The Spook School) dont le représentant le plus connu est Charles Rennie Mackintosh. Se développant à partir de la fin des années 1870, il prospéra dans les années 1890 jusqu'à environ 1910, contribuant à l'émergence du modernisme dans l'art (appelé en France, l'Art nouveau), en particulier dans les domaines de l'architecture, de la décoration et de la peinture.
À la fin du XIXe siècle, Glasgow étant une ville industrielle prospère ayant connu un boom économique. Cependant, l'essentiel des activités artistiques d'Écosse se trouvait à Édimbourg, et en particulier la Royal Scottish Academy. Bien que celle-ci prétendait officiellement considérer tout artiste, elle se limitait en réalité à ceux ayant un studio dans la ville d'Édimbourg. Les peintres de Glasgow n'avaient donc comme choix que de se diriger vers un autre centre culturel majeur, Londres, ce que beaucoup firent dans les années 1850. En réaction, Glasgow ouvrit son Institute of the Fine Arts, permettant un débouché pour les jeunes peintres locaux dans les années 1870 et 1880. L'institution majeure pour les peintres était le Glasgow Art Club, où être élu membre équivalait à être réputé dans le milieu artistique. De jeunes peintres n'étant pas admis au club décidèrent de fonder leur propre club en 1874 : le St Mungo Society. Au début de leur carrière, des membres des Glasgow Boys rejetés par le club se retrouvaient à St Mungo, où ils pouvaient alors librement critiquer leurs aînés du club, auxquels ils reprochaient d'être « trop sucré et sentimental » et d'avoir un aspect mercantile. En effet, à la suite de l'amélioration des transports dans les Highlands au début du XIXe siècle, les peintres se mirent à produire massivement des peintures de paysages grandioses destinées à être vendues aux touristes, et le mouvement dominait en particulier au Glasgow Art Club qui réalisait ses bénéfices en vendant de telles peintures, ce qu'un des Glasgow Boys résuma par « éclabousser de grandes toiles avec des montagnes comme des boulettes de pâte ».

## Membres
Au début des années 1880, les publications Quiz et The Bailie de Glasgow nommaient tout artiste de la ville comme faisant partie de l'école de Glasgow qui se confondait alors avec les Glasgow Boys. Ainsi, certains auteurs attribuent jusqu'à plus de vingt membres aux Glasgow Boys. En réalité, il s'agissait de petits groupes liés par leur association à Glasgow et dont le cœur comptait environ douze membres. Ils ont eu en commun l'apprentissage classique de l'époque, peignant et remplissant leurs carnets de croquis en plein air en Écosse pendant l'été, puis étudiant ou travaillant à partir des carnets en hiver.

### Premier groupe: MacGregor et Paterson

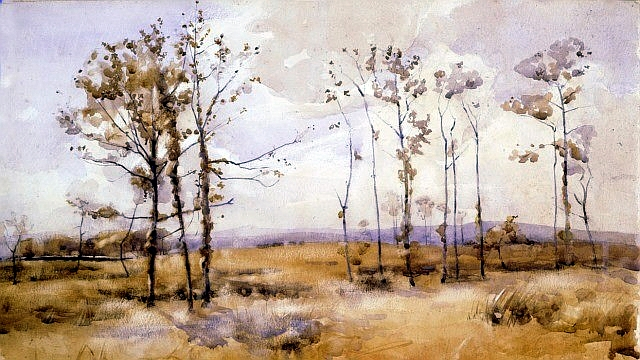
Craigenputtock, James Paterson, 1882, Smith Art Gallery, Stirling, Écosse.

Les débuts de la formation de William York Macgregor et James Paterson sont semblables : ils étudièrent à l'école d'art de Glasgow sous la supervision de James M. Robert Greenlees puis rejoignirent les studios de peintres locaux (James Docharty for MacGregor et A. D. Robertson pour Paterson). En 1877, ils posèrent tous deux leur candidature pour le Glasgow Art Club qui les rejeta. Ceci s'explique en raison de la notoriété du club : Paterson était né en 1854 et MacGregor en 1855, et la candidature d'artistes ayant à peine plus de la vingtaine avait peu de chances d'aboutir. Cependant, ils vécurent mal cet échec.
La suite de leur formation se déroula avec des français : MacGregor apprit avec Alphonse Legros, enseignant réputé de l'University College de Londres, tandis que Paterson alla au studio de Jacquesson de la Chevreuse (hiver 1878 et 1879) puis à celui de Jean-Paul Laurens (trois sessions de 1880 à 1882). Patterson et MacGregor passèrent ensemble les étés de 1877 et 1878 pour peindre sur la côte est de l'Écosse et ils se retrouvèrent plusieurs fois, par exemple pendant les étés de 1878 à 1881 dans les villes de Nairn, Stonehaven et Saint Andrews.

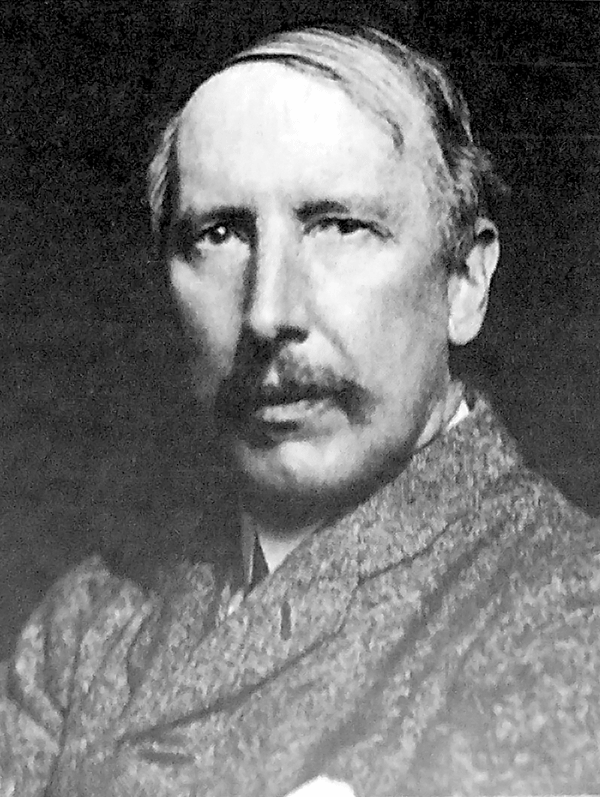
James Paterson.
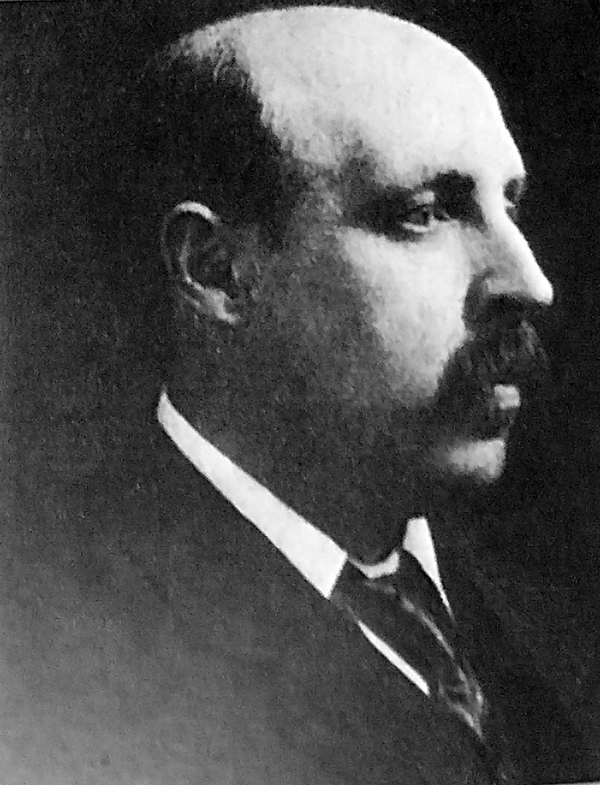
William York MacGregor.

### Second groupe: Guthrie, Crawhall, Walton et Henry

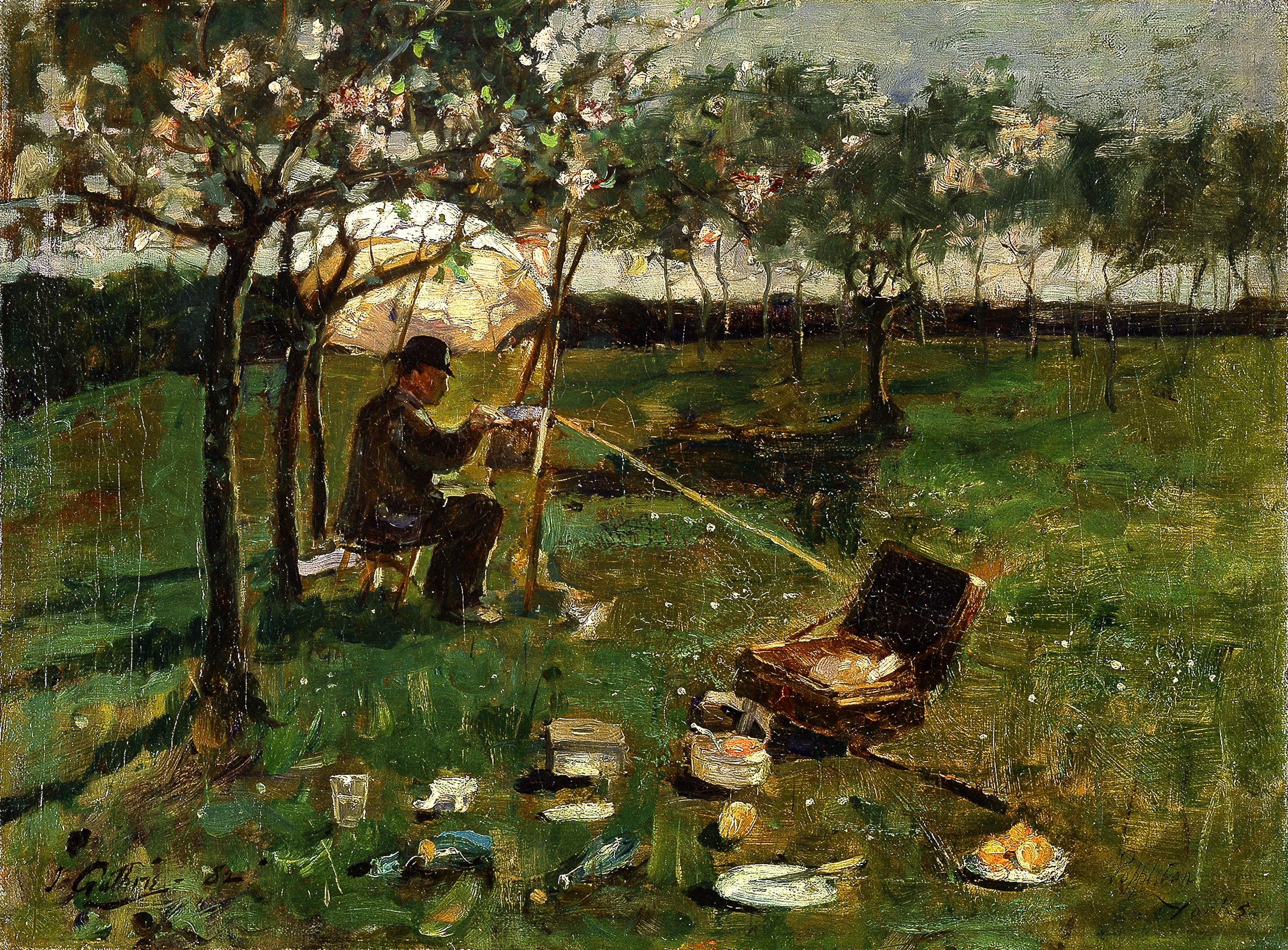
Poppleton, James Guthrie, 1882, Hunterian Museum and Art Gallery, université de Glasgow, Écosse.

En 1878, les parents de James Guthrie étaient sur le point d'émigrer en Nouvelle-Zélande où se trouvait déjà certains les frères et sœurs de James lorsque le père décéda. La mère de James décida alors de revenir à Glasgow et James la suivi puis participa à la St Mungo Society où il fit la connaissance d'Edward Arthur Walton et de Joseph Crawhall. Ils passèrent ensemble l'été 1879, peignant à Rosneath. Pour la suite de sa formation, Guthrie se rendit à l'atelier londonien du peintre écossais John Pettie. Parmi les peintres écossais que Guthrie rencontre à l'atelier, John Robertson Reid (en) est celui qui aura l'influence la plus durable : après le rejet d'une œuvre de Guthrie par la Royal Academy en 1881, celui-ci se tourne vers les sujets ruraux de Reid, en particulier les fermiers et leur mode de vie.
Edward Arthur Walton étudia à l'académie de Dusseldorf pendant l'hiver 1876-1877 puis à l'école d'Art de Glasgow, supervisé par Greenlees, et fit partie de la St Mungo Society. Il sympathisa avec Joseph Crawhall Junior, rencontré par son frère Richard dont l'épouse était Judith Crawhall, sœur de Joseph. La formation de Crawhall se déroula pendant les deux mois de l'automne 1882 à l'atelier d'Aimé Morot à Paris. Crawhall, Guthrie et Walton passèrent ensemble l'été 1879 et ils furent rejoints en 1881 à Brig o' Turk, petite communauté des Trossachs, par le peintre George Henry. Ce dernier était le plus âgé du groupe mais, en tant que dernier membre de ce groupe, il était considéré comme le junior. Il fit partie des rares artistes britanniques à visiter le Japon, en compagnie de l'écossais E. A. Hornel, et il y resta pendant une année entre 1893 et 1894.

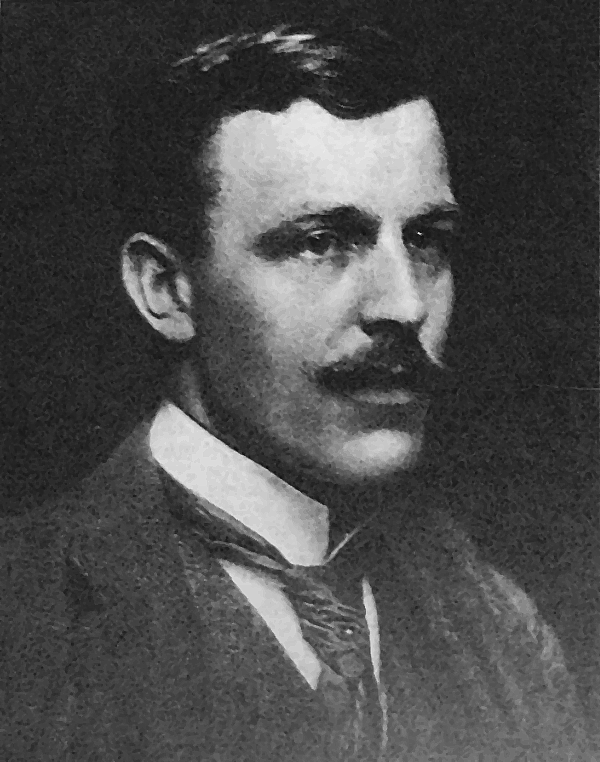
James Guthrie.
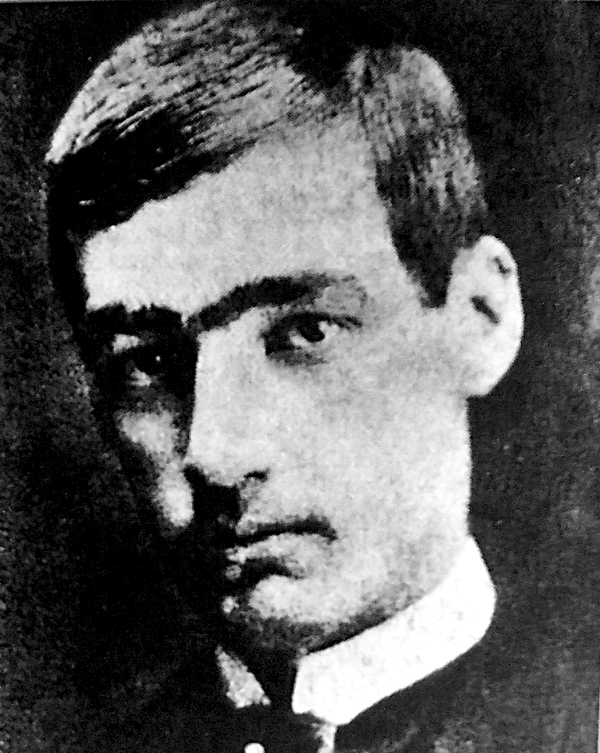
Joseph Crawhall.
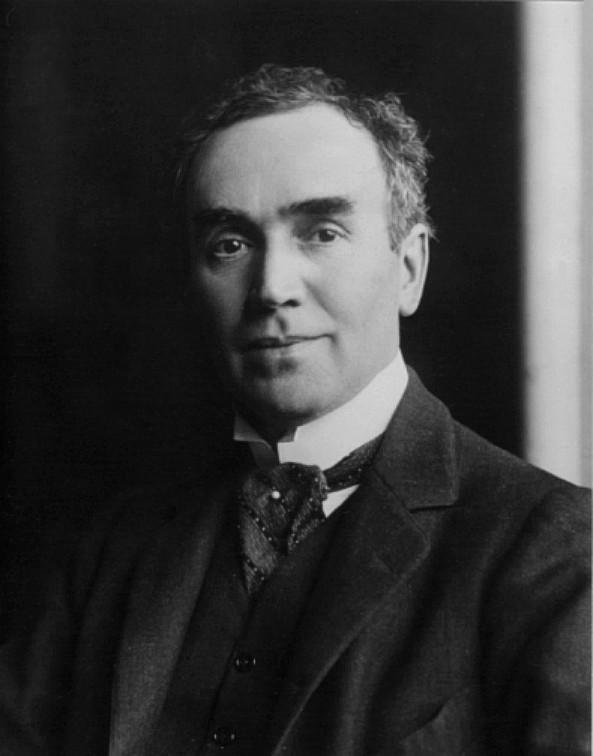
E. A. Walton.
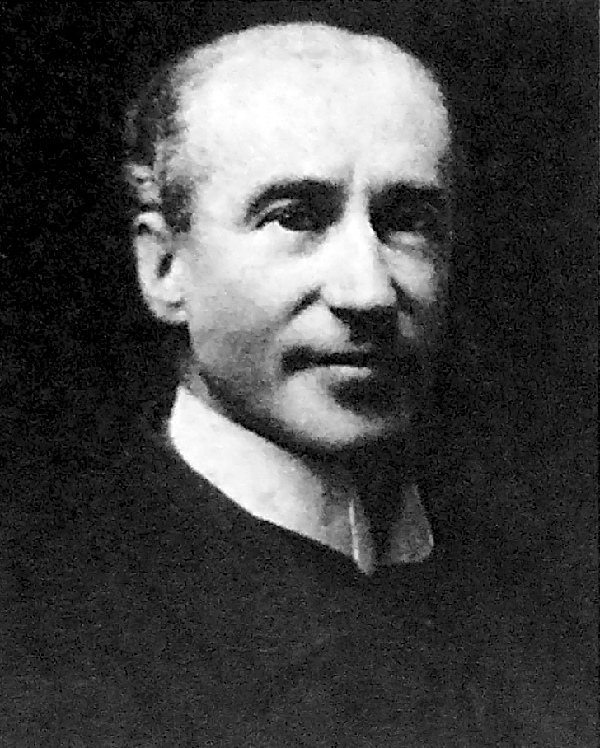
George Henry.

### Troisième groupe: Lavery, Kennedy, Roche et Millie Dow

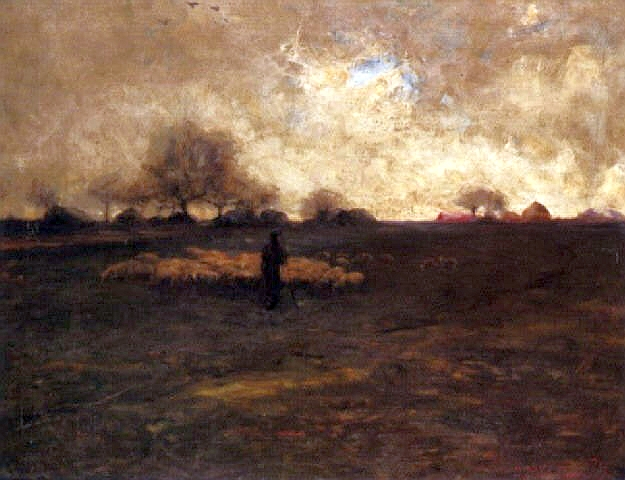
Late Autumn At Barbazon (Fin de l'automne à Barbazon), Thomas Millie Dow (1879)

Ce troisième groupe était moins cohérent que les deux précédents, et le facteur commun était le village français de Grez-sur-Loing et l'Académie Julian. John Lavery fut l'apprenti de B. C. McNair, photographe de Glasgow ; les compétences qu'il acquit en photographie furent utiles pour sa peintre puisqu'il prit des photos à partir desquelles il travailla dans son atelier. Il étudia à l'école d'art de Glasgow en 1876 et, en 1879, établit son studio à Glasgow. Le studio brûla la même année, mais Lavery l'avait assuré et, grâce à l'argent de l'assurance, il prit des cours de peinture à Londres pendant une année. En novembre 1881, il fut accepté au Glasgow Art Club ainsi que MacGregor, puis parti le même mois poursuivre une formation à l'Académie Julian. Il passa un été à Grez avec Alexander Ignatius Roche, Thomas Millie Dow et William Kennedy. Ce dernier étudia à l'école d'art de Paisley et peut-être à celle de Glasgow puis commencer à exposer ses œuvres à Paisley en 1877, montrant des paysages locaux et la vie courante dans les villages côtiers de l'ouest. Son apprentissage à Paris se fit avec William Bouguereau, Tony Robert-Fleury, tous deux professeurs à l'Académie Julian, puis avec Jules Bastien-Lepage et Louis-Joseph-Raphaël Collin. Roche étudia à l'école d'art de Glasgow, tout d'abord en architecture avant de changer pour la peinture, puis à l'Académie Julian en 1881 avec les professeurs Gustave Boulanger et Jules Lefebvre. Il changea ensuite pour les Beaux-Arts, sous la direction de Jean-Léon Gérôme. Ses œuvres, des paysages locaux, furent exposées à l'institut de Glasgow en 1881 et 1882. Enfin, Millie Dow commença par étudier le droit à Édimbourg, destiné à suivre la carrière de son père, mais il décida de partir pour Paris et de faire les Beaux-Arts avec Gérôme avant l'Académie Julian sous Carolus-Duran.

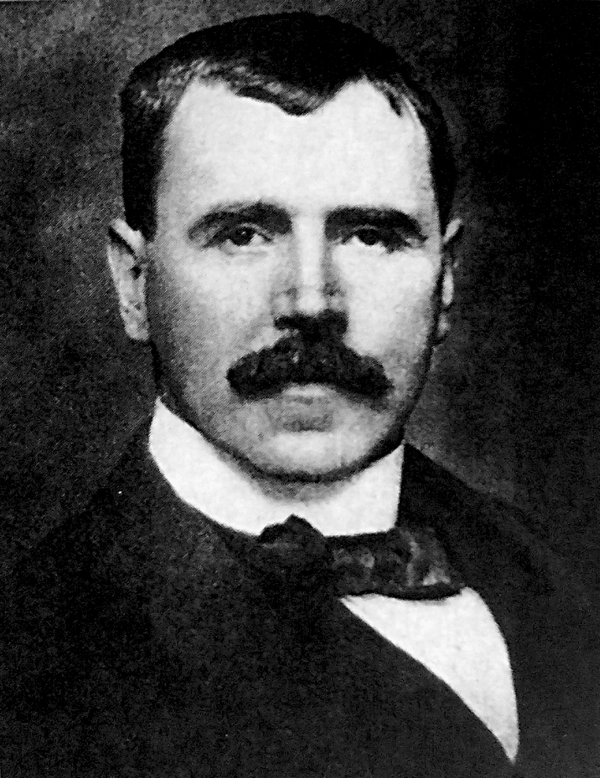
John Lavery.
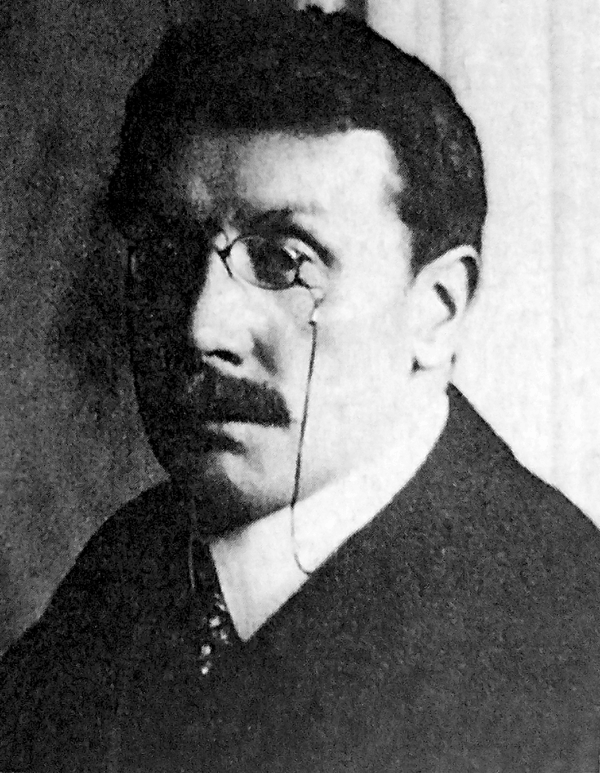
Alexander Ignatius Roche.
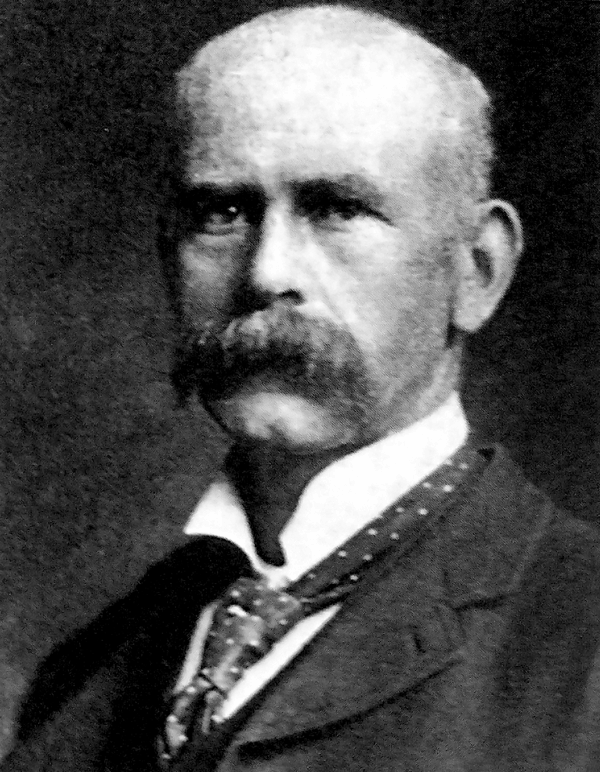
Thomas Millie Dow.

### Les autres peintres: Stott, Mann, Nairn et Melville
À l'Académie Julian, Millie Dow rencontra William Stott qui se faisait connaître sous le nom Stott of Oldham pour se distinguer de son homonyme Edward Stott. Stott jouit toujours d'un certain prestige dans le groupe : il fonda en 1887 le New English Art Club avec John Lavery, qui accueillit plusieurs artistes du mouvement. Le peintre Alexander Mann vint à Paris en 1877 et étudia avec Carolus-Duran de 1881 à 1885, avant de réaliser une exposition à l'institut de Glasgow en 1879. En octobre 1882, il fut à Collieston avec Millie Dow. James Nairn, ami de Henry, eut une implication initiale dans le groupe mais il essaya d'améliorer sa santé déclinante en partant pour la Nouvelle-Zélande en 1889, où il décéda en 1904. Le dernier peintre notable du groupe est Arthur Melville qui commença son apprentissage avec James Campbell Noble avant d'aller en 1878 à Paris. Sa peinture A Cabbage Garden fut acceptée par l'académie royale d'Écosse en 1878 et l'été de la même année il se rendit à Grez avec son ami Stevenson. En 1880, il réalisa des carnets de croquis en Égypte, desquels il tira une série de peintures acclamée. Il rendit visite à Guthrie dans son studio de Cockburnspath.

## Le groupe et la société écossaise
Les Glasgow Boys exposaient en premier lieu à la galerie Grosvenor. C'est là que, en 1890, durant l'Exposition d'Été que le groupe reçu son nom. Le début de leur célébrité remonte toutefois à 1888, deux ans plus tôt, lors l'occasion de l'Exposition Internationale de Glasgow. Le groupe ne se constitua pas en tant que tel avant 1890.
Les membres du groupe n'étaient pas reconnus par la Scottish Academy of Art, qui n'admettait pas d'artistes ne vivant pas à Édimbourg. Seul Guthrie rejoignit l'Académie, en 1888.
Certains des peintres du groupe, John Lavery, William Kennedy, Alexander Roche et Thomas Millie Dow, se sont installés un temps au village français de Grez-sur-Loing. D'autres ont au contraire choisi de rester en Écosse (James Guthrie, Edward Arthur Walton et Joseph Crawhall). Ces derniers furent un temps rejoints par Arthur Melville et William MacGregor. Chacun de ces peintres avait choisi un site particulier afin de peindre paysages et scènes de la vie quotidienne rurale.
Melville et Paterson se singularisèrent au sein du groupe par leur approche impressionniste.

## Style

### Évolution

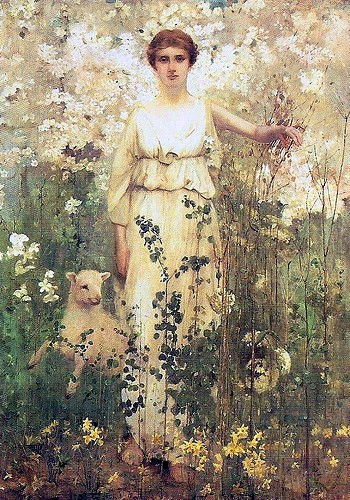
Spring (Le Printemps), Thomas Millie Dow (1886)

Whistler et son livre Ten O'Clock Lecture inspirèrent les Glasgow Boys ; le principe proposait la suppression du superflu et l'idée que tout sujet pouvait être choisi par le peintre sans nécessiter l'aval de la société. Le dessinateur et peintre français Jules Bastien-Lepage fut également source d'inspiration, autant pour sa technique (maitrise de l'utilisation du sujet au premier plan et d'un paysage s'estompant en arrière-plan) que pour son approche (peinture en plein air). Comme Lepage, William Stott of Oldham était un adepte du naturalisme, dont les œuvres étaient très suivies par les Glasgow Boys qu'il rencontra à Paris (Lavery, Roche, Kennedy, Millie Dow) ainsi que ceux se trouvant à Glasgow où ses œuvres, comme The Bathers (1883) étaient exposés à l'institut d'art ; de même, ceux-ci s'intéressaient aux artistes danois contemporains. Les œuvres de Lepage et des autres artistes étaient exposées à Glasgow grâce au galeriste Alexander Reid, ainsi qu'aux expositions du Glasgow Institute of Fine Art. Le groupe partageait par ailleurs une certaine affinité avec les artistes français de la même époque. D'autres artistes de la galerie Grosvenor avaient en effet formés en France.
Leur style pictural, initialement proche de celui des Naturalistes et des Impressionnistes, s'est rapproché, dans les années 1889-1890, de celui de l'École de Pont-Aven de Paul Gauguin. Au-delà du Naturalisme, les Glasgow Boys rejoignaient cette vision synthétisme de l'unification de la composition et de la couleur, utilisant de larges aplats de couleurs parfois arbitrairement choisies. Ils posèrent par la suite un regard symboliste, riche en détails d'exécution, sur le traitement des sujets et appliquèrent leur style aux arts décoratifs.
Ils ont entraîné des changements notables dans la peinture écossaise, lui apportant une vision plus réaliste des sujets traités. La nouvelle richesse industrielle du pays leur a permis de bénéficier du mécénat d'hommes d'affaires comme William Allen Coats, Arthur Kay et, surtout, sir William Burrell.

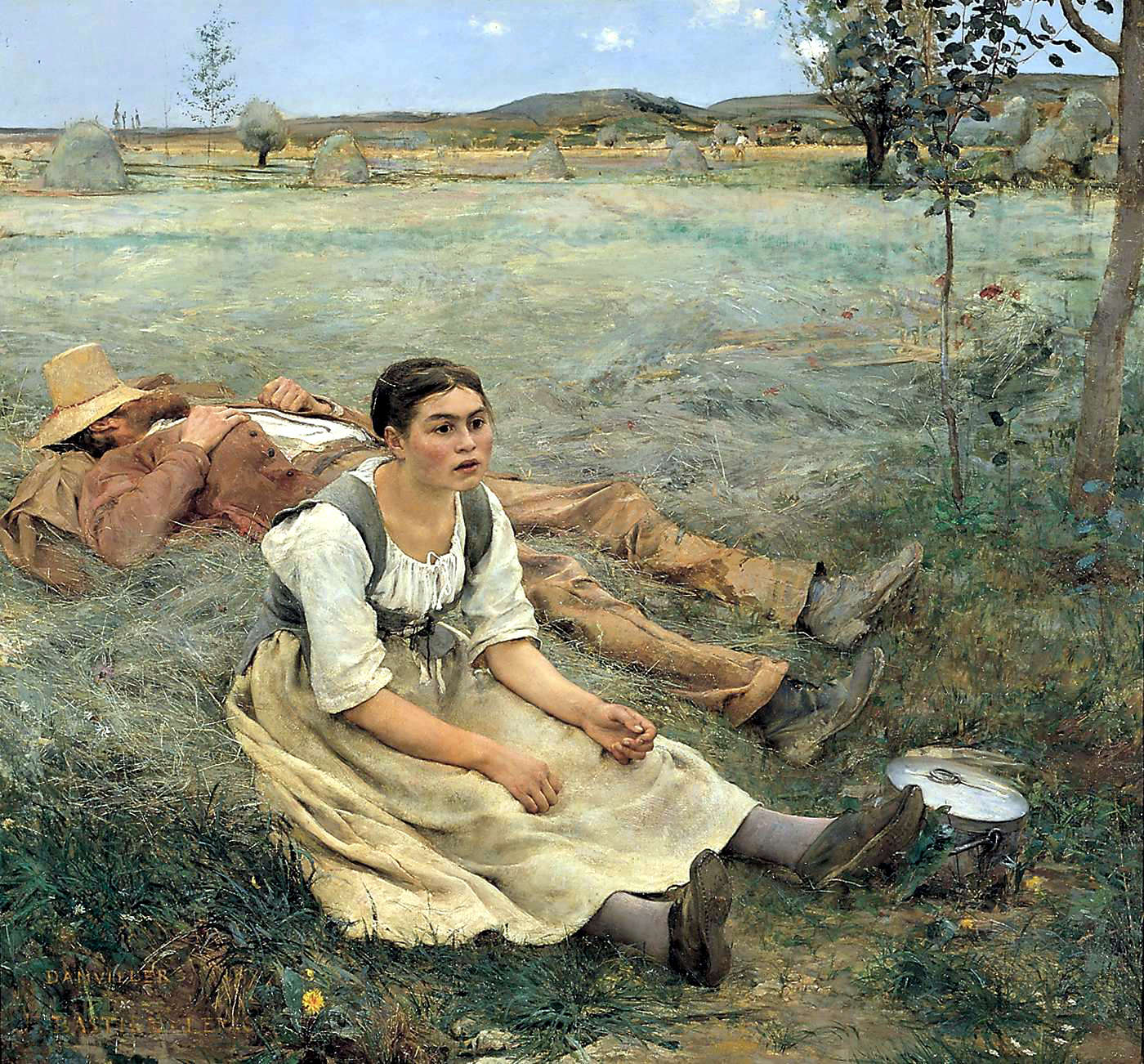
Les Foins, Jules Bastien-Lepage (1877)
Mère de l'artiste, James Abbot McNeill Whistler (1871)
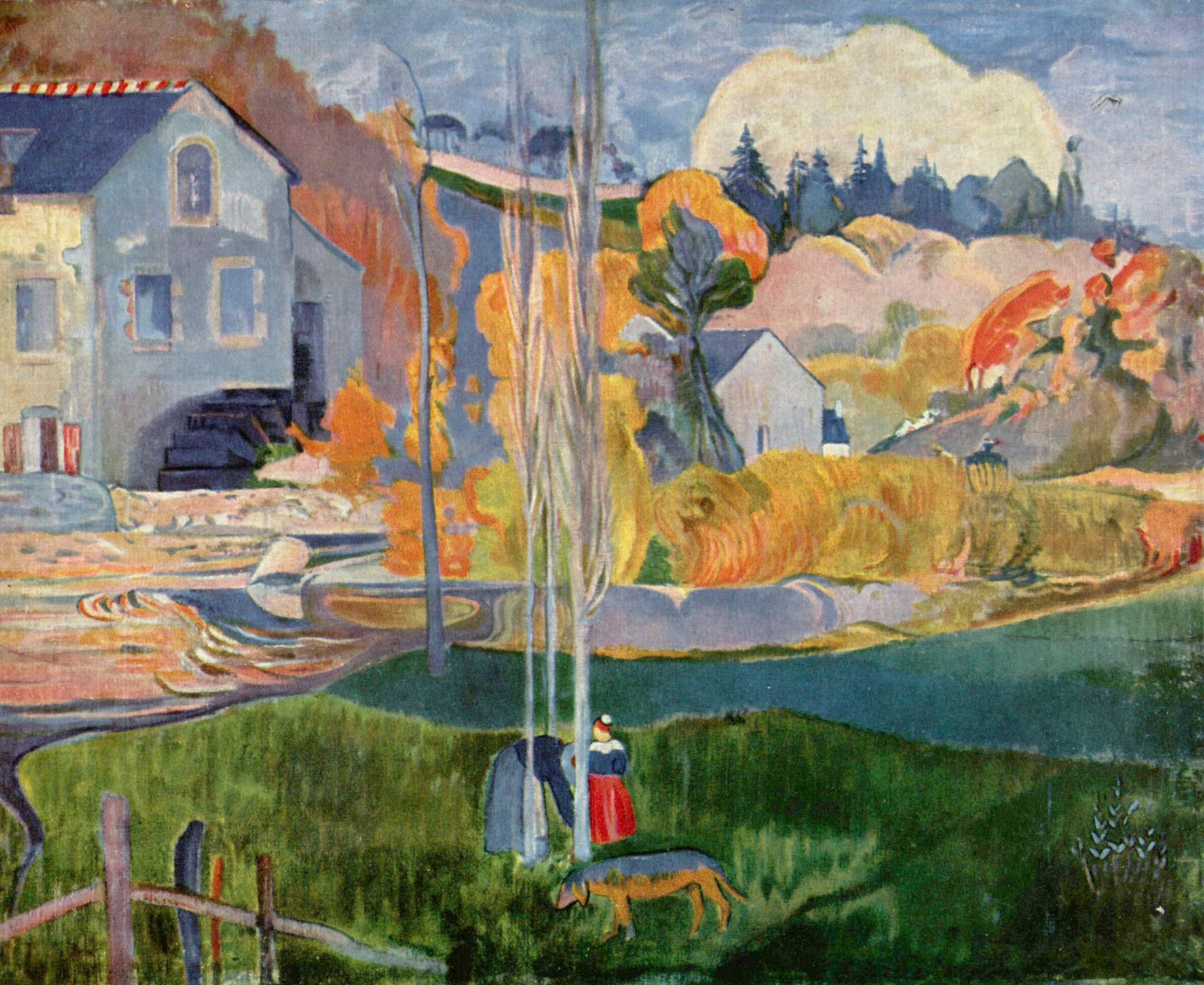
Le Moulin de Pont-Aven, Paul Gauguin (1894)

### Techniques
Si la technique la plus utilisée par les Glasgow Boys fut la peinture à l'huile, ces artistes ont également travaillé avec l'aquarelle, le pastel et le dessin. Le voyage de Melville au Moyen-Orient en 1880-1882 lui a ainsi permis de réaliser des aquarelles des bazars.
Lorsqu'ils commencèrent à pratiquer au début des années 1880, l'influence de leurs enseignants était alors visible. Paterson avait ainsi été entraîné à porter attention à la luminosité des couleurs, dont le terme technique est valeurs tonales, tandis que Macgregor avait été encouragé dans ses talents de dessin. Les tons plus froids de la peintre en plein-air sont visibles pour les peintures qu'ils ont réalisés lors de leurs excursions sur les côtés est de l'Écosse. De plus, les membres de chaque groupe exerçaient des influences mutuelles : par exemple, l'utilisation des silhouettes fait son apparition dans les peintures de Paterson sous l'influence de son ami Macgregor, puis ce dernier s'adonne aux natures mortes et paysages par l'inspiration d'œuvres de Guthrie.

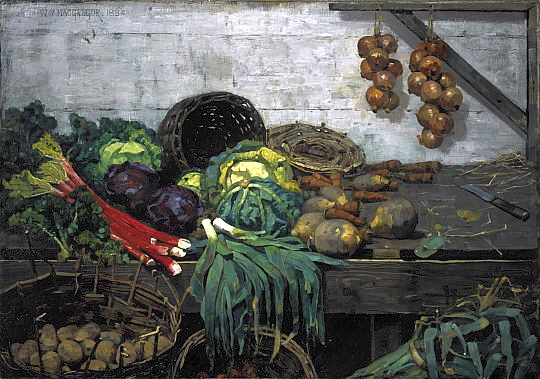
The Vegetable Stall (L'étal aux légumes), W. Y. Macgregor, 1884, Galerie nationale d'Écosse, Édimbourg. Chef-d'œuvre de Macgregor.
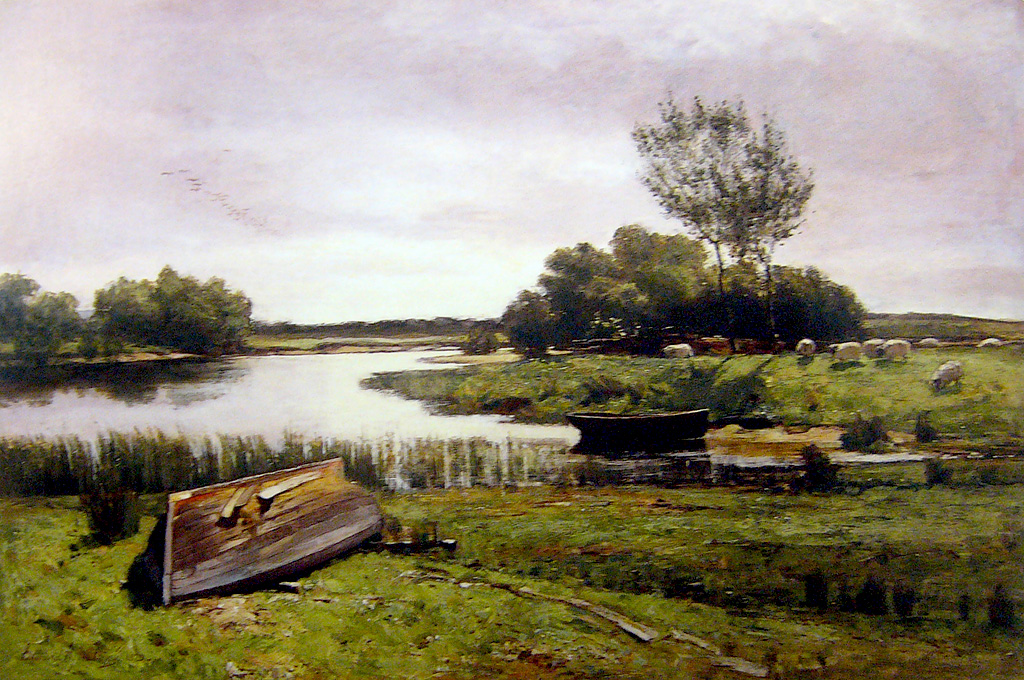
A summer morning, E. A. Walton, 1879, collection privée. Représentatif du thème du bateau renversé en début de carrière.
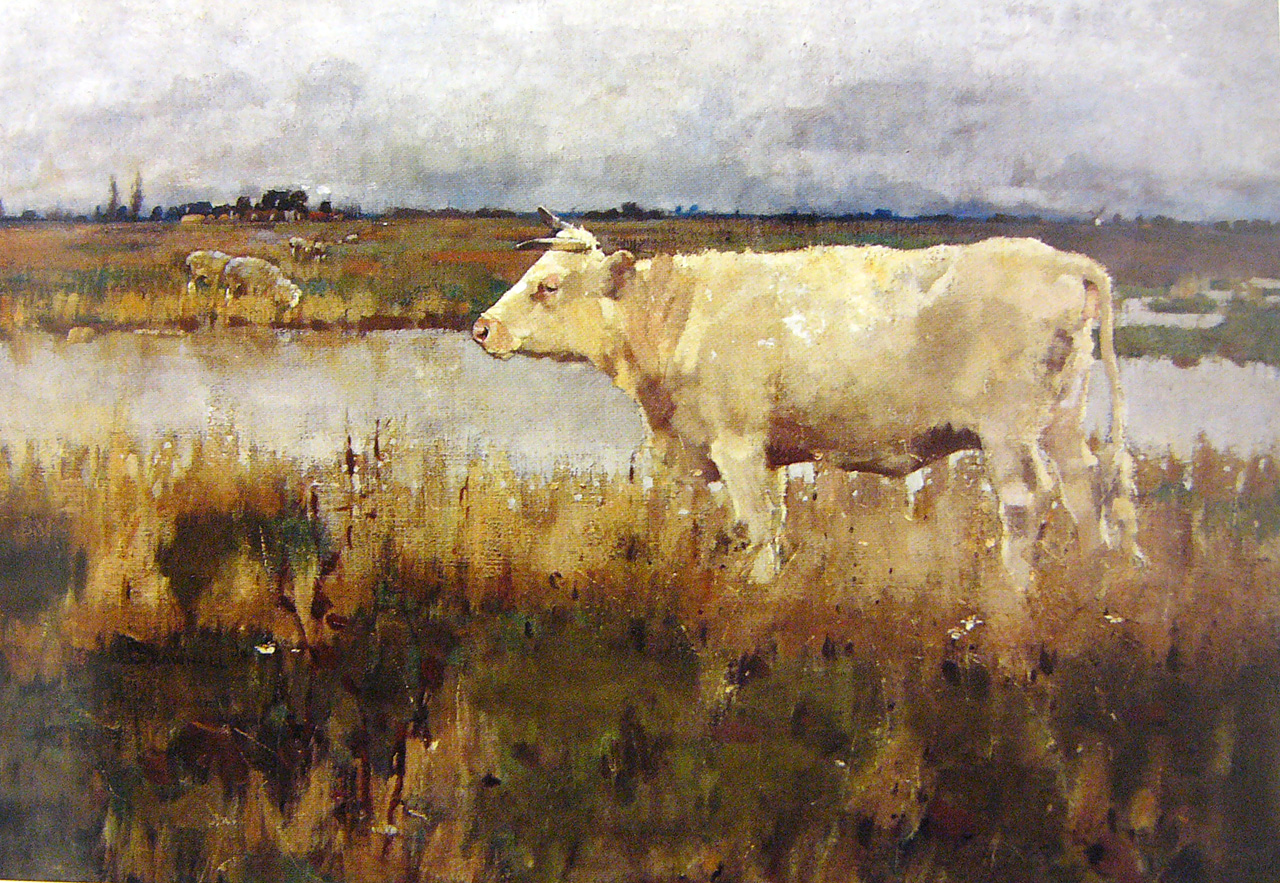
A Lincolnshire Pasture, Joseph Crawhall, 1882, Dundee Museum and Art Gallery
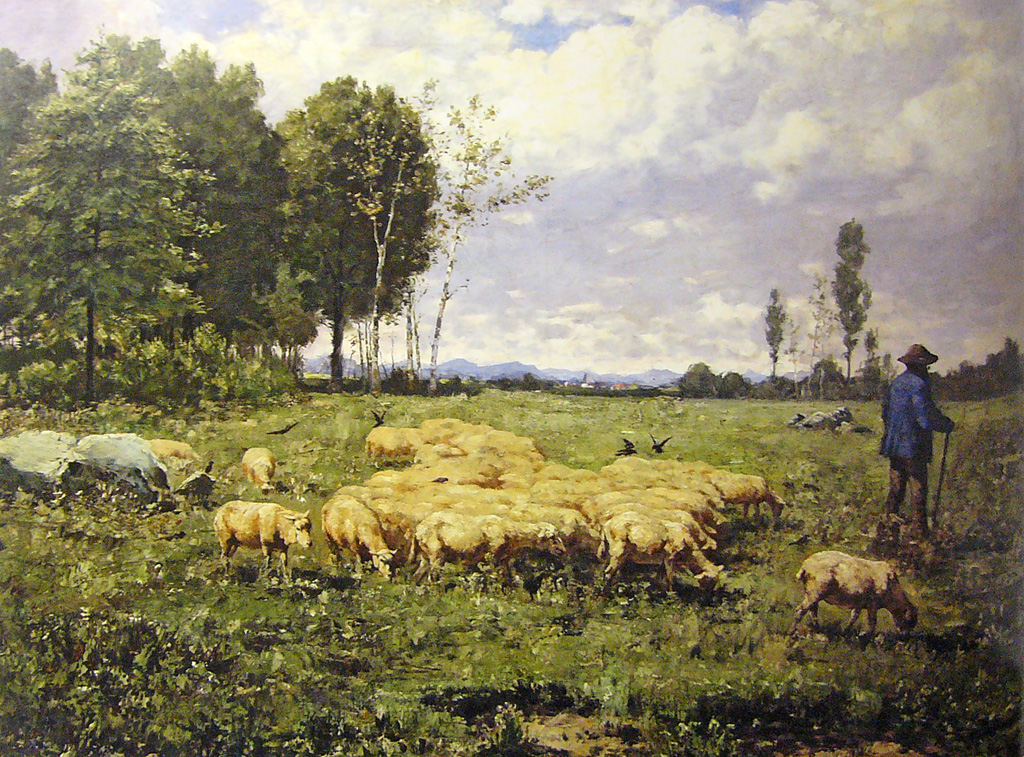
The Shepherd, Alexander Roche, 1886, collection privée

## Thèmes abordés
Les Glasgow Boys ont couvert dans leurs œuvres des thèmes multiples. Si leurs premiers tableaux traitaient souvent de scènes rurales dans un style naturaliste, les mythes celtes les ont également inspirés. Henry et Hornel, basés à Galloway en Écosse, ont ainsi représenté des sites marqués de légendes, ainsi que les pratiques des croyances rurales persistantes.
Les paysages de la campagne écossaise furent une source d'inspiration importante des Glasgow Boys. Les artistes peignaient généralement dehors, bien qu'ils se soient parfois basés sur des photographies afin de travailler également en atelier. Le développement de la photographie a par ailleurs permis à ces artistes de représenter des scènes fugaces, ainsi que de mieux travailler leurs compositions.

## Influence
Les œuvres des Glasgow Boys, aujourd'hui principalement conservées à la Collection Burrell et à Broughton House, ont influencé de manière notable le mouvement des Coloristes écossais.

## Œuvres choisies

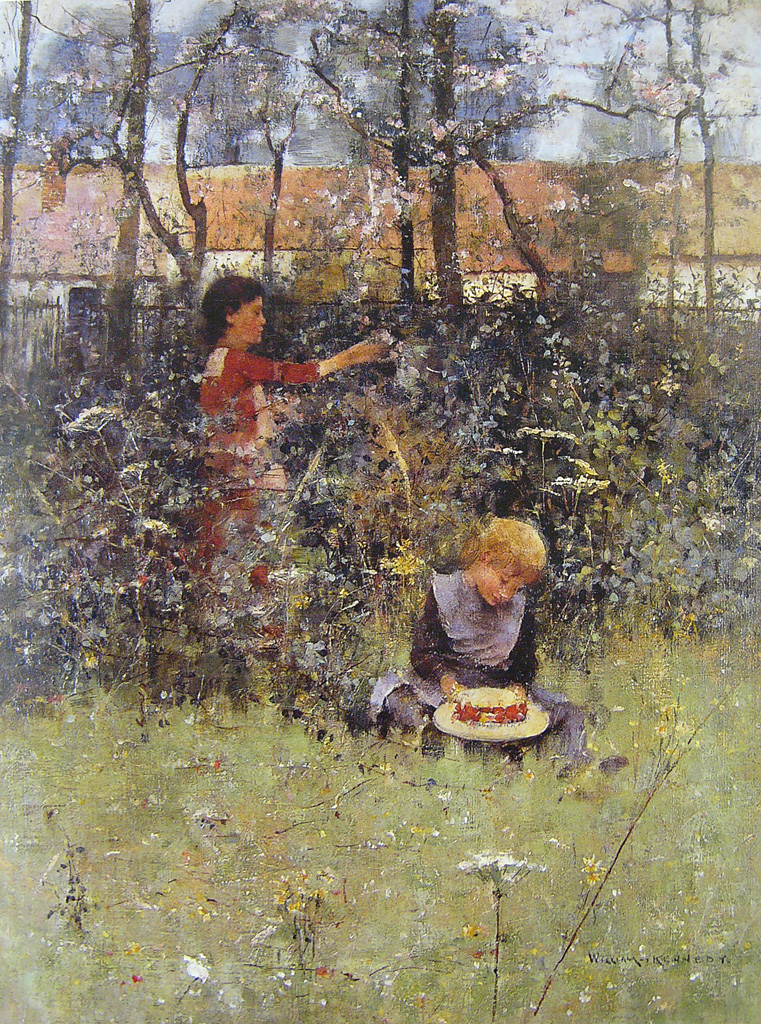
Spring, William Kennedy, 1882, Paisley Museum and Art Gallery
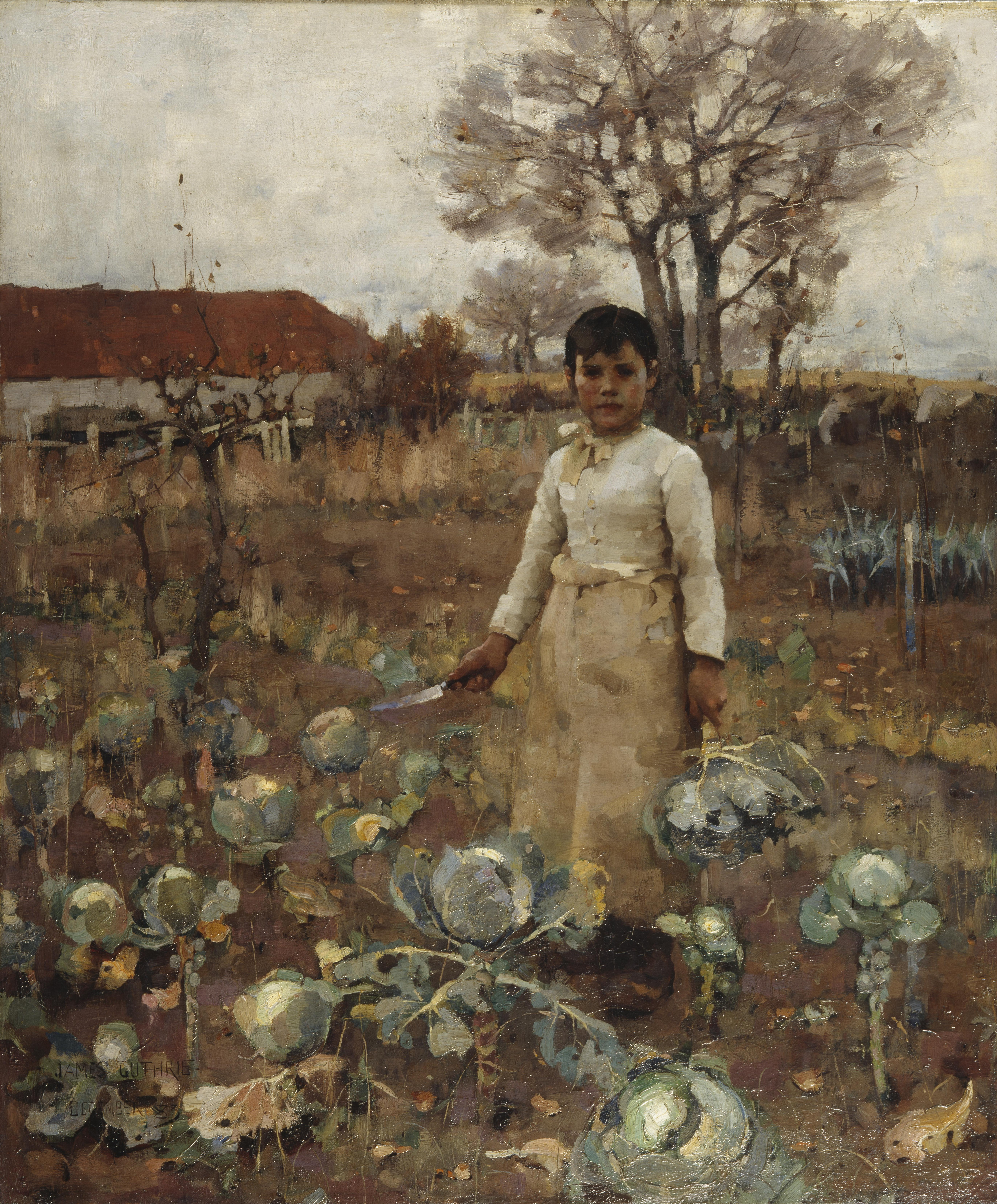
A Hind's Daughter (La Fille d'un paysan), James Guthrie, 1883, Galerie nationale d'Écosse, Édimbourg.
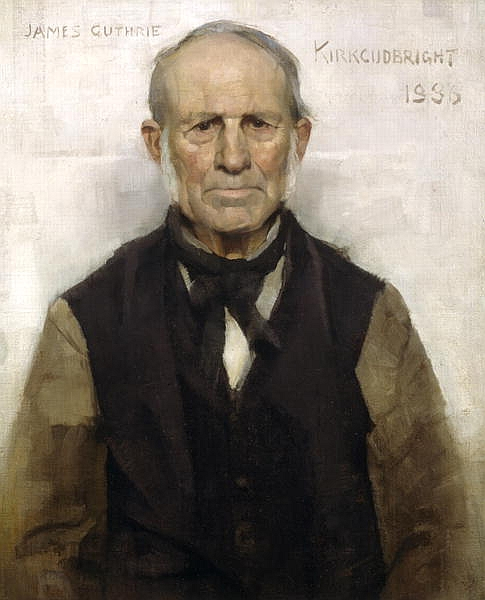
Old Willie (Le Vieux Willie), James Guthrie, 1886, Glasgow City Council